# Encephalosphaera lasiandra
Encephalosphaera lasiandra är en akantusväxtart som beskrevs av Gottfried Wilhelm Johannes Mildbraed. Encephalosphaera lasiandra ingår i släktet Encephalosphaera och familjen akantusväxter. Inga underarter finns listade i Catalogue of Life.